# Women's Tales

Women's Tales est une série de courts métrages créés par la marque Miu Miu en cours de production. Depuis 2011, deux films sont réalisés chaque année par différentes réalisatrices et sont commandées pour les collections d'été et d'hiver de la marque.
Depuis 2012, tous les films de la collection d'hiver ont été présentés en première mondiale dans la section Venice Days du Festival international du film de Venise,,,,,.

## Historique
Le premier film dans la série, intitulé The Powder Room a été réalisé par Zoe Cassavetes et mis en ligne dans le site de Miu Miu en janvier 2011.
Le deuxième volet de la série, Muta de Lucrecia Martel, a été présenté en avant-première à Beverly Hills. En février 2012, le troisième film, The Woman Dress de Giada Colagrande, a été projeté pendant la Semaine de la mode de New York. 
Le quatrième film de la série, It's Getting Late de Massy Tadjedin, a été présenté en dans la section Venice Days du 69e Festival international du film de Venise, où les quatre films de la série ont été projetés ensemble pour la première fois.
Le cinquième film, The Door d'Ava DuVernay, a été présenté en ligne en février 2013, puis au 70e Festival international du film de Venise avec Le donne della Vucciria, de l'actrice et réalisatrice palestino-israélienne Hiam Abbas.
En 2015, le film Les 3 boutons d'Agnès Varda a été présenté en première au 72e Festival international du film de Venise.

## Films
| N° | Réalisateur                 | Titre                                                      | Année | Notes                                                                             |
| -- | --------------------------- | ---------------------------------------------------------- | ----- | --------------------------------------------------------------------------------- |
| 1  | Zoe Cassavetes              | The Powder Room                                            | 2011  |                                                                                   |
| 2  | Lucrecia Martel             | Muta                                                       | 2011  |                                                                                   |
| 3  | Giada Colagrande            | The Woman Dress                                            | 2012  |                                                                                   |
| 4  | Massy Tadjedin              | It's Getting Late                                          | 2012  |                                                                                   |
| 5  | Ava DuVernay                | The Door                                                   | 2013  | Avec l'actrice Gabrielle Union.                                                   |
| 6  | Hiam Abbass                 | Le donne della Vucciria                                    | 2013  |                                                                                   |
| 7  | So Yong Kim                 | Spark & Light                                              | 2014  |                                                                                   |
| 8  | Miranda July                | Somebody                                                   | 2014  |                                                                                   |
| 9  | Alice Rohrwacher            | De Djess                                                   | 2015  |                                                                                   |
| 10 | Agnès Varda                 | Les 3 boutons                                              | 2015  |                                                                                   |
| 11 | Naomi Kawase                | Seed                                                       | 2016  |                                                                                   |
| 12 | Crystal Moselle             | That One Day                                               | 2016  |                                                                                   |
| 13 | Chloë Sevigny               | Carmen                                                     | 2017  | Consacré à l'actrice et humoriste Carmen Lynch.                                   |
| 14 | Celia Rowlson-Hall          | (The [End) of History Illusion]                            | 2017  |                                                                                   |
| 15 | Dakota Fanning              | Hello Apartment                                            | 2018  | Scénario par Liz Hannah.                                                          |
| 16 | Haifaa Al-Mansour           | The Wedding Singer's Daughter                              | 2018  | [ 16 ]                                                                            |
| 17 | Hailey Gates                | Shako Mako                                                 | 2019  | [ 17 ]                                                                            |
| 18 | Lynne Ramsay                | Brigitte                                                   | 2019  | Consacré à la photographe et collaboratrice de Miu Miu et Prada, Brigitte Lacombe |
| 19 | Małgorzata Szumowska        | Nightwalk                                                  | 2020  | [ 19 ]                                                                            |
| 20 | Mati Diop                   | In My Room                                                 | 2020  |                                                                                   |
| 21 | Isabel Sandoval             | Shangri-La                                                 | 2021  |                                                                                   |
| 22 | Kaouther Ben Hania          | I and The Stupid Boy                                       | 2021  |                                                                                   |
| 23 | Janicza Bravo               | House Comes With A Bird                                    | 2022  |                                                                                   |
| 24 | Carla Simón                 | Carta a Mi Madre Para Mi Hijo                              | 2022  |                                                                                   |
| 25 | Lila Avilés                 | Eye Two Times Mouth                                        | 2023  |                                                                                   |
| 26 | Antoneta Alamat Kusijanović | Stane                                                      | 2023  |                                                                                   |
| 27 | Chui Mui Tan                | I Am the Beauty of Your Beauty, I Am the Fear of Your Fear | 2024  |                                                                                   |